# Socjaldemokratyczna Alternatywa (Słowacja)
Socjaldemokratyczna Alternatywa (słow. Sociálnodemokratická alternatíva, SDA) – słowacka lewicowa partia polityczna, działająca w latach 2002–2005.
Powstała 21 lutego 2002 na skutek rozłamu w Partii Demokratycznej Lewicy. W wyborach parlamentarnych w tym samym roku partia otrzymała około 1,8% głosów i nie przekroczyła wyborczego progu. 1 stycznia 2005 Socjaldemokratyczna Alternatywa przyłączyła się do partii Kierunek – Socjalna Demokracja. Przez cały okres funkcjonowania partią kierował Milan Ftáčnik.